# Alūksne (rejon)
Alūksne (łot. Alūksnes rajons) – rejon w północno-wschodniej Łotwie, funkcjonujący w latach 1949–2009.
Rejon graniczył z Estonią i Rosją oraz z rejonami: Balvi, Gulbene i Valka.
Zniesiony 30 czerwca 2009, w ramach reformy administracyjnej.